# Flaming (Pink Floyd single)
"Flaming" er en sang af bandet Pink Floyd, og bliver præsenteret på bandets debutalbum, The Piper at the Gates of Dawn.
| Musik | Spire Denne musikartikel er en spire som bør udbygges. Du er velkommen til at hjælpe Wikipedia ved at udvide den. |